# Échelle de Danjon

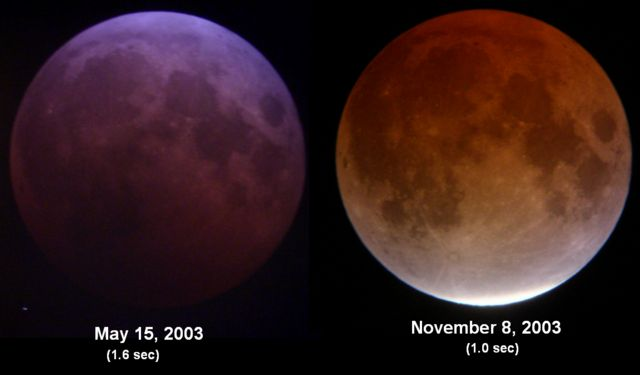
Éclipse lunaire de 2003

Pour les articles homonymes, voir Danjon.

L'échelle de Danjon est une échelle composée de cinq graduations, utilisée pour évaluer l'apparence et la luminosité de la Lune durant une éclipse lunaire. Elle fut proposée par André Danjon alors qu'il mesurait la lueur terrestre sur la Lune. Une telle évaluation est notée par la lettre L.

## L'échelle
L'échelle est définie comme suit :
| L | Description |
| - | --- |
| 0 | Éclipse très sombre. Lune presque invisible, particulièrement au milieu de la totalité.                                           |
| 1 | Éclipse sombre, et de couleur grise ou brunâtre. Les détails sont difficilement distinguables.                                    |
| 2 | Éclipse rouge sombre ou de couleur rouille. Ombre centrale très foncée, tandis que la zone extérieure de l'ombre est plus claire. |
| 3 | Éclipse rouge brique. L'ombre est souvent bordée d'une zone jaune ou grise.                                                       |
| 4 | Éclipse de couleur cuivre ou orange très brillant. La zone extérieure est bleuâtre et très brillante.                             |

## Détermination de la valeur de L
La détermination de la valeur de L pour une éclipse est mieux réalisée vers le milieu de la totalité à l'œil nu. L'échelle est subjective, et différents observateurs pourraient déterminer différentes valeurs. De plus, les différentes parties de la Lune ont différentes valeurs de L, dépendant de leur distance du centre de l'ombre terrestre.

## Facteurs affectant la valeur de L
Plusieurs facteurs peuvent affecter l'apparence de la Lune durant une éclipse lunaire. La trajectoire de la Lune à travers l'ombre de la Terre est importante, mais aussi les conditions atmosphériques terrestres. Tandis que la Terre empêche toute lumière directe d'atteindre la Lune durant une éclipse lunaire, la lumière est réfractée et dispersée à travers l'atmosphère terrestre donnant à la Lune une teinte rouge. 
La quantité de lumière réfractée affecte la luminosité de la Lune au milieu de l'éclipse, et dépend de plusieurs facteurs. Les éruptions volcaniques sont les plus significatives. En effet certaines éruptions expulsent des quantités importantes de cendres volcaniques dans l'air qui sont généralement suivie par plusieurs années d'éclipses rouge sombre. L'effet de l'éruption du mont Pinatubo sur les éclipses lunaires suivantes fut considérable, avec l'éclipse du 9 décembre 1992 notée 0 sur l'échelle de Danjon par beaucoup d'observateurs.
Les éclipses totales de Lune les plus sombres sont centrales et de périgée et les plus claires, non centrales et d'apogée. Dans le cas des totalités de périgée la lumière parvenant à la Lune est très faible car largement diffusée et absorbée dans la basse atmosphère terrestre, provoquant des éclipses sombres quelles que soient les conditions atmosphériques. L'éclipse du 9 décembre 1992 en faisait partie et était, de plus, relativement centrale, avec une grandeur de 1,26.    